# محیا
محیا فرزند سید تاج‌الدین. نام کامل وی: (سید محی‌الدین بن تاج‌الدین منصور بن قطب‌الدین حیدر بن شرف‌الدین موسی بن قطب‌الدین صالح بن تاج‌الدین منصور بن کمال‌الدین صالح بن سید فخرالدین کامل پیر بن سید محمد عمر سیف‌الله القتال)، متخلص به «محیا» به‌قول سام‌میرزا از شاگردان علامه دوانی بود. محیا در عروض و علو سلیقه و صفای خاطر قرینه بابافغانی است. در تحفه سامی از او آمده‌است:
| ندانمت که چنین ساخت بدگمان با من |  | که تند می‌شوی از هیچ هرزمان با من |
| به هرکه آن مه بدخو به گفتگو آمد  |  | بود کنایه طبعش در آن میان با من  |
| برای مصلحتی دوش گفته‌ام سخنی      |  | سخن نمی‌کند امروز بهر آن با من    |

همچنین محیا می‌خواهد زندگی کند و شاد باشد 
محیا به معنای زندگی 
معنای اسم خود را درمیابد

## زندگی
محیا در روستای عمادالقریه عماده ده دیده به جهان گشود. دوران کودکی را در زادگاه خود پشت سر گذاشت و به استناد تذکره آتشکده آذر، در سال ۹۳۳ هجری قمری در شیراز درگذشت. این بیت را از او نقل کرده‌است:
{من و ول هردو مادر زاد بودیم / ز یک اصل و ز یک بنیاد بودیم
عمادالقریه محیا گشته مأوا / که اصلاً سید بغداد بودیم}
یا
{من و ول هر دو مادرزاد هستیم / ز یک اصل و ز یک بنیاد هستیم
عمادالقریه محیا گشته مولود / که اصل سید بغداد هستیم}
دوران حیات شاعر را می‌توان بین سال‌های ۱۰۰۵ یا ۱۰۱۰ تا سال‌های ۱۰۹۸ و ۱۱۰۰ هجری قمری دانست، آن طور که خود می‌گوید:
| خوش است آب وهوای بنگربیخ   |  | کباب پازنانم برسر سیخ     |
| شکار افکند «محیا» بارفیقان |  | به سّتِ و اربعین والف تاریخ |

تنها سندِ تاریخِ زندگی شاعر همین دوبیت شعر است، که به حساب جمل برابر با سال ۱۰۴۶ هجری قمری است که دوران جوانی شاعر را نشان می‌دهد واین سال تقریباً مقارن است با ایامی که بندرعباس توسط شاه عباس فتح گردید و پرتقالی‌ها از بندرعباس رانده شدند ونام بندرعباس از «جرون» و «گمبرو» و بندر گامبرون به بندرعباس تغییر یافت.
سپس به پیروی از سیره سلف الصالح راه غربت ومسافرت را انتخاب نموده و مدت دوازه سال در شهرها وروستاهای داخل و خارج به سیر وسیاحت می‌پردازد. سید محیا علاوه بر گردش در شهرها وروستاها و بنادر خلیج فارس و دریای عمان، به شهرهای جنوبی ایران مانند: شیراز، کرمان، مکران و بلوچستان مسافرت نموده و با لنج‌های (کشتی‌های) بادبانی از طریق بنادر جنوبی به هند و بغداد و بصره مسافرت نموده‌است. زیارت خانهٔ خدا وتشرف به بیت‌المقدس از زمرهٔ سفرهای زیارتی او است.
پس از چندی سید محیا به وطن بازگشته و تولیت آرامگاه جدش یعنی سید کامل پیر را به عهده می‌گیرد و به تجدید بنای جدش پرداخته اما به تجدید و تکمیل بنای مسجد، صُفّه، حوض و وضوخانه نمی‌پردازد. از کارهای دیگر عمرانی و خیریه محیی، احداث آب‌انبار «لرد محیا»، در نه کیلومتری روستای انوه از توابع شهرستان بستک در استان هرمزگان، است.

## آثار محیی
محیی در جوانی به زیارت حج رفته و پس از مراجعت، مشاهدات خود را در فتوح‌الحرمین به نظم کشیده‌است. او پس از چندی راهی گجرات هند شد، آن منظومه را به سلطان مظفربن محمودشاه اهدا کرد و صدهزار سکندری دریافت داشت.
محیی شرحی بر تائیه ابن فارض مصری نگاشته‌است. در زیر ابیاتی از کتاب فتوح‌الحرمین آمده‌است:
| بود شبی همچو سر زلف یار     |  | مشک‌فشان همچو نسیم بهار    |
| یافته جان کام زمقصود خویش   |  | شکر کنان بر در معبود خویش |
| ناگهم اندیشه گریبان گرفت    |  | تا سحرم فکر رگ جان گرفت   |
| حیرت بسیار مرا رو نمود      |  | بوالعجبی‌های خیالم فزود    |
| نکته در این گردش پرگار چیست |  | باعث این گرمی بازار چیست؟ |
| عقل که مانده پس دیوار دین   |  | کی شود آگاه زاسرار این    |
| چون‌که فتوح دل و جان شد سبب  |  | کرد فتوح‌الحرمینش لقب      |

اولین اثری که در مورد محیا چاپ شده‌است، کتابی است تحت عنوان «محیا شاعری از جنوب» توسط احمد حبیبی در سال ۱۳۷۰.
معنی محیا
محیا به معنی زندگی است.

## فهرست منابع و مآخذ
- حبیبی، احمد، (محیا شاعری از جنوب) ، انتشارات نوید، شیراز: چاپ اول، ۱۳۷۰ خورشیدی، چاپ دوم ۱۳۷۷.
- بخشایش، محمد نور، (دیوان محیا) ، ناشر: شرکت انتشارات جهان معاصر، تهران: چاپ اول، ۱۳۷۳ خورشیدی.
- سیمای شاعران فارس در هزارسال، تألیف حسن امداد، ناشر: انتشارات ما، چاپ اول: ۱۳۷۷ جلد اول
- محمدیان، کوخردی، محمد،  (شهرستان بستک و بخش کوخرد) ، ج۱. چاپ اول، دبی: سال انتشار ۲۰۰۵ میلادی.
- بالود، محمد.  (فرهنگ عامه در منطقه بستک)  ناشر همسایه، چاپ زیتون، انتشار سال ۱۳۸۴ خورشیدی.
- الکوخردی، محمد، بن یوسف، (کُوخِرد حَاضِرَة اِسلامِیةَ عَلی ضِفافِ نَهر مِهران Kookherd, an Islamic District on the bank of Mehran River) الطبعة الثالثة، دبی: سنة ۱۹۹۷ للمیلاد.